# Mavis Macnaughton
Mavis Henrietta Irene Macnaughton (* 14. September 1911 in Rathdowney, County Laois; † November 1958, geborene Mavis Hamilton) war eine irische Badmintonspielerin. Sie gehört zur Familie Hamilton, aus welcher fünf Mitglieder im Badminton auf sich aufmerksam machten. Willoughby Hamilton und Arthur Hamilton waren ihre Brüder, Blayney Hamilton ihr Vater.

## Karriere
Mavis Hamiltons erster Erfolg datiert von den Scottish Open 1930, wo sie die Mixedkonkurrenz gewinnen konnte. 1932 gewann sie alle drei möglichen Titel bei den Irischen Meisterschaften. Zehn weitere irische Titel folgten bis 1937. 1933 und 1937 siegte sie bei den Irish Open.

## Erfolge
| Saison | Veranstaltung         | Disziplin   | Platz | Sieger                           |
| ------ | --------------------- | ----------- | ----- | -------------------------------- |
| 1930   | Scottish Open         | Mixed       | 1     | Arthur Hamilton / Mavis Hamilton |
| 1932   | Scottish Open         | Dameneinzel | 1     | Mavis Hamilton                   |
| 1932   | Irische Meisterschaft | Dameneinzel | 1     | Mavis Hamilton                   |
| 1932   | Irische Meisterschaft | Mixed       | 1     | Arthur Hamilton / Mavis Hamilton |
| 1932   | Irische Meisterschaft | Damendoppel | 1     | Derreen Good / Mavis Hamilton    |
| 1933   | Irish Open            | Mixed       | 1     | James Rankin / Mavis Hamilton    |
| 1933   | Irische Meisterschaft | Damendoppel | 1     | Derreen Good / Mavis Hamilton    |
| 1933   | Irische Meisterschaft | Dameneinzel | 1     | Mavis Hamilton                   |
| 1934   | Irische Meisterschaft | Dameneinzel | 1     | Mavis Hamilton                   |
| 1934   | Irische Meisterschaft | Mixed       | 1     | Norman D. Good / Mavis Hamilton  |
| 1934   | Irische Meisterschaft | Damendoppel | 1     | Norma Stoker / Mavis Hamilton    |
| 1934   | Scottish Open         | Dameneinzel | 1     | Mavis Hamilton                   |
| 1935   | Irische Meisterschaft | Dameneinzel | 1     | Mavis Macnaughton                |
| 1935   | Irische Meisterschaft | Damendoppel | 1     | Norma Stoker / Mavis Macnaughton |
| 1936   | Irische Meisterschaft | Damendoppel | 1     | Norma Stoker / Mavis Macnaughton |
| 1936   | Irische Meisterschaft | Dameneinzel | 1     | Mavis Macnaughton                |
| 1937   | Irische Meisterschaft | Damendoppel | 1     | Norma Stoker / Mavis Macnaughton |
| 1937   | Irish Open            | Damendoppel | 1     | Mavis Macnaughton / Norma Stoker |
| 1939   | Irish Open            | Dameneinzel | 1     | Mavis Macnaughton                |
| 1939   | Irish Open            | Damendoppel | 1     | Mavis Macnaughton / Olive Wilson |